# 静岡県立引佐高等学校
静岡県立引佐高等学校（しずおかけんりつ いなさこうとうがっこう）は、静岡県浜松市北区 (現・浜名区) 引佐町金指にあった県立高等学校。
1902年（明治35年）創立。2015年（平成27年）、静岡県立気賀高等学校および静岡県立三ヶ日高等学校とともに、静岡県立浜松湖北高等学校に再編のため閉校、引佐高校の校地を整備して、浜松湖北高校が設置された。

## 沿革
- 1902年 - 引佐郡金指町・井伊谷村・伊平村・中川村・都田村（いずれも現在の浜松市）の学校組合立引佐農業学校として設立
- 1918年 - 静岡県引佐郡立引佐農林学校と改称
- 1922年 - 静岡県立引佐農林学校と改称
- 1926年 - 静岡県立引佐農学校と改称
- 1948年 - 気賀高等女学校と合併し静岡県立引佐高等学校として発足
- 1950年 - 北庄内分校を設置
- 1951年 - 普通部が静岡県立気賀高等学校として独立、静岡県立引佐農業高等学校と改称
- 1956年 - 北庄内分校を庄内分校と改称
- 1963年 - 静岡県立引佐高等学校と改称
- 1967年 - 庄内分校が静岡県立浜松湖東高等学校として独立
- 2001年 - 創立100周年記念式典を挙行
- 2013年 - 浜松湖北高校開校準備に伴い、仮設校舎に移転。
- 2015年 - 静岡県立気賀高等学校及び静岡県立三ヶ日高等学校と共に閉校。静岡県立引佐高等学校の敷地に、静岡県立浜松湖北高等学校が開校。

## 著名な出身者
- 斎藤正男（元衆議院議員、社会党）
- 夏目琢史（井伊谷史研究者、国士舘大学専任講師）
- 白柳和吉（元プロ野球選手）

## 交通
鉄道
- 天竜浜名湖鉄道 金指駅より徒歩。

路線バス
- 遠鉄バス引佐線・渋川線・奥山線 引佐高校前バス停下車。
  - 各路線は、浜松駅バスターミナル15番のりばから利用可能。